# Loreo
Loreo település Olaszországban, Veneto régióban, Rovigo megyében. Lakosainak száma 3255 fő (2023. január 1.). Loreo Adria, Chioggia, Porto Viro, Rosolina, Cavarzere és Taglio di Po községekkel határos.

## Népesség
A település lakossága az elmúlt években az alábbi módon változott:
| Lakosok száma | 3461 | 3459 | 3255 |
|               | 2017 | 2018 | 2023 |